# ريس داي
ريس داي (بالإنجليزية: Rhys Day)‏ (31 أغسطس 1982 في المملكة المتحدة - ) هو لاعب كرة قدم بريطاني في مركز الدفاع. شارك مع منتخب ويلز تحت 19 سنة لكرة القدم ومنتخب ويلز تحت 21 سنة لكرة القدم. أما مع النوادي، فقد لعب مع أكسفورد يونايتد ومانشستر سيتي ونادي بلاكبول ونادي هايد إف سي ونادي مانسفيلد تاون ونادي ألدرشوت تاون.

## وصلات خارجية
- ريس داي على موقع قاعدة بيانات كرة القدم.إي يو (الإنجليزية)
- ريس داي على موقع Soccerbase.com (لاعب) (الإنجليزية)
- ريس داي على موقع Soccerway.com (الإنجليزية)
- ريس داي على موقع عالم كرة القدم.نت (الإنجليزية)